# Giesecke+Devrient
Giesecke+Devrient (G+D) és una empresa alemanya amb seu a Múnic dedicada a la fabricació de paper moneda, targetes intel·ligents i sistemes de manipulació d'efectiu.
Pel que fa a la fabricació de paper moneda, la companyia està subjecta a un estricte reglament definit pel Banc Mundial.

## Història
Fundada l'any 1852 pels alemanys Hermann Giesecke i Alphonse Devrient, la firma va especialitzar-se inicialment en la fabricació de paper moneda.
Giesecke+Devrient proveí el paper moneda durant la hiperinflació a la República de Weimar durant la dècada del 1920, coneguda com a Hiperinflació alemanya. També fou l'empresa responsable d'imprimir les entrades pels Jocs Olímpics de Berlín 1936 a l'Alemanya nazi i va realitzar negocis amb Espanya durant el règim franquista.
Actualment, G+D ha expandit les seves operacions incloent-hi serveis de processament de paper moneda, la fabricació de targetes intel·ligents, sistemes d'identificació i de pagament electrònic. És el segon proveïdor més gran de paper moneda a nivell mundial, amb uns ingressos anuals de més de 2,45 bilions de dòlars. Té més de 12000 treballadors i 60 subsidiàries arreu del món. L'empresa té plantes de producció a Múnic, Leipzig, Barcelona, Ottawa i Kuala Lumpur, entre d'altres. És l'actual proveïdora d'euros al banc alemany Bundesbank i s'ha encarregat també de produir bitllets per Cambodja, Croàcia, Etiòpia, Guatemala, Perú, Turquia, Uruguai, Zaire i Zimbàbue.
A l'any 2018, Build38 va ser fundada com a spin-off de G+D, establint-se com a entitat independent amb un portafoli de solucions de seguretat i intel·ligència d´aplicacions mòbils. La seva seu és a la ciutat de Múnic, el seu centre de desenvolupament i operacions a Barcelona i té una oficina comercial per àsia-pacífic a Singapur.
A més de produir paper especial per bitllets, ho fa també per xecs, abonaments, certificats, passaports, entrades per espectacles i diverses menes de documents identificatius.